# Böhse Onkelz
Böhse Onkelz est un groupe allemand de hard rock, originaire de Hösbach en Allemagne. Il est connu pour son succès et sa longévité (1980-2005). Les Böhse Onkelz chantent intégralement en allemand, à l'exception des reprises de  Je t'aime… moi non plus, My generation, ou Coz I Luv You. Le groupe se sépare en 2005, mais se reforme neuf ans plus tard en 2014, puis publient l'album Memento en 2016.

## Historique

### Formation (1980–1981)
En 1980, Stephan Weidner (17 ans, guitare), Kevin Russell (16 ans, chant) et Peter « Pe » Schorowsky (17 ans, batterie) créent le groupe des Böhse Onkelz, à Hösbach près de Francfort (Allemagne), d'inspiration punk,,.
En 1981, Matthias « Gonzo » Röhr (18 ans), qui joue de la guitare depuis 6 ans dans plusieurs groupes, rejoint les Böhse Onkelz et se met à la basse. Plus tard Stephan et Gonzo intervertiront leur instrument (Gonzo à la guitare). L'origine du nom Böhse Onkelz vient du surnom qu'on leur donnait dans leur quartier, à Francfort ; « Guck mal, die bösen Onkels » (« Regarde, ce sont les méchants oncles »).

### Période skinhead et popularité (1982–1996)

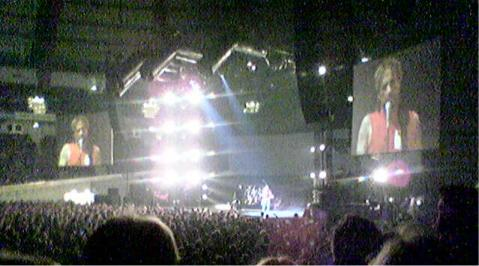
Tournée 2004 à Dortmund.

Au début des années 1980, les Böhse Onkelz prennent part au mouvement oi!, originaire de Grande-Bretagne et faisant ses premiers pas en Allemagne, ainsi qu'au mouvement skinhead (à l'époque majoritairement apolitique, même si certains skinheads se réclament de gauche, et certains autres d'extrême droite, ceux-là qui par la suite vont s'imposer chez les skinheads en général). Bien que le groupe se définisse avant tout comme apolitique à cette période, certains morceaux ont de leur temps pu prêter à confusion, avec par exemple Türken Raus (« Les turcs dehors ») ou Deutschland den Deutschen (« L'Allemagne aux allemands »), aux titres et aux paroles hostiles aux étrangers, et glorifiant une Allemagne « fière et forte ». Ces deux chansons ne sont jamais sorties ni en LP, single ou album, mais furent uniquement jouées en live dans des concerts avec un public extrêmement confidentiel, au tout début des années 1980, en pleine période skinhead des Böhse Onkelz. Stephan Weidner, le bassiste du groupe, s'est beaucoup exprimé sur cette période très controversée du groupe par la suite, estimant que ces dérapages devaient être perçus bien plus comme des erreurs de jeunesse, d'une volonté de provocation, que comme une xénophobie affirmée par les membres du groupe. En 1985, après un concert dans le Berlin Bunker qui échappe à tout contrôle, du fait de néo-nazis en grand nombre dans le public, le groupe, excédé et d'un commun accord, décide de se retirer définitivement du milieu oi! et skinhead. Commence alors la phase underground des Onkelz.
Au début des années 1990, les médias allemands commencent à s'intéresser au phénomène Böhse Onkelz, qui sort de la confidentialité et qui prend de plus en plus d'ampleur. L'existence et la redécouverte des deux chansons incriminées (voir ci-dessus) de la période skinhead des Onkelz choquent certains grands médias et distributeurs, qui décident de boycotter le groupe. Avec Heilige Lieder (« Saintes chansons »), qui sort dans un label indépendant en 1992, les Onkelz s'installent pour la 1re fois dans les dix meilleures ventes d'albums en Allemagne.
La mauvaise réputation des Onkelz qui persiste donne lieu à un boycott dans nombreuses radios et dans les deux plus grandes chaînes de télévision musicale en Allemagne, MTV et VIVA, ce qui n'empêche pas le succès grandissant que rencontre le groupe. Les Onkelz ont plusieurs fois en public admis leurs erreurs, répétant à de nombreuses reprises que le groupe était apolitique et ne se mêlerait jamais avec les extrêmes (de droite comme de gauche). Dans les années 1990 en Allemagne, l'opinion au sujet des Onkelz est assez contrastée - certaines personnes continuent à condamner le groupe pour son passé, d'autres admettent que la situation a changé et qu'il faut relativiser les choses aujourd'hui.

### Premières places et séparation (1997–2005)

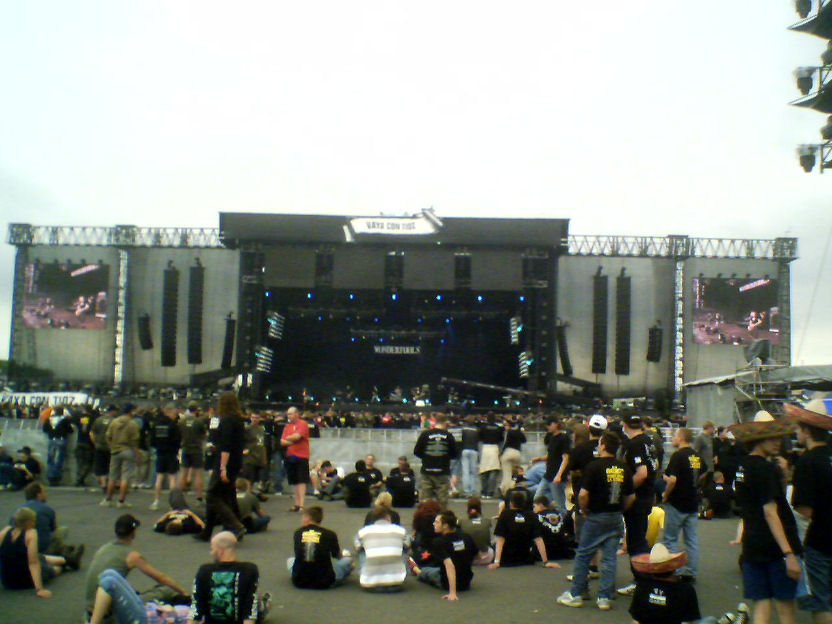
Böhse Onkelz, en concert le 17 juin 2005.

Les quatre derniers albums sortis, Viva Los Tioz (« Vive les Onkelz », en espagnol, 1997), Ein böses Märchen (« Un mauvais conte », 2000), Dopamin (« Dopamine », 2002) et Adios (2004), se placèrent directement à la première place des classements allemands, une première pour un groupe de rock allemand. La généralisation tous azimuts du succès des Böhse Onkelz entraîne la fin quasi totale du boycott des grands enseignes, telles que Media Markt et World of Music, et les relations semblent s'améliorer notamment avec la grande chaîne de télévision musicale MTV. Les Böhse Onkelz sortent ainsi pour la première fois depuis la création du groupe un clip télévisé, Dunkler Ort, issu de l'album Ein böses Märchen. 
En 2001, ils acceptent de tourner avec MTV un documentaire qui retrace l'histoire mouvementée des Onkelz, et Stephan et les membres du groupe acceptent de bonne grâce de répondre à toutes les questions des journalistes de la chaîne musicale. Cependant, ce documentaire qui était censé sceller la réconciliation entre les Onkelz et le « système », va être détourné de son but originel, et va mélanger simples interviews, attaques incessantes sur le caractère prétendument raciste du groupe et de son public, et interventions de militants anti-extrême droite, qui vont s'interroger, encore une fois, sur la période skinhead, que les Onkelz ont abandonnée plus de 15 ans auparavant. Ce documentaire va provoquer le départ fracassant des Böhse Onkelz de tout show télévisé, et de cela va naître une chanson, Keine Amnestie für MTV (« Pas d’amnistie pour MTV »), qui attaque violemment la chaîne et tout le star-system par la même occasion. Comble de l'ironie, ce single va battre tous les records de vente en Allemagne[style à revoir], et MTV sera dès lors contraint de diffuser la chanson dans ses classements de meilleures ventes (comme aucun vidéoclip n'a été prévu par le groupe, MTV aura finalement assez d'humour pour diffuser un clip qui met en scène, avec la chanson en fond sonore, tout ce que les Onkelz rejettent, c'est-à-dire des boys-bands qui se trémoussent sur leur musique).
La tournée 2004 avec 24 concerts sera un immense succès ; tous les tickets disponibles (plus de 250 000) seront vendus. Après la sortie de leur dernier album Adios, la tournée 2004 et l'Abschiedskonzert (« concert d'adieu »), immense festival sur deux jours sur l'Eurospeedway Lausitzring réunissant 120 000 personnes en juin 2005 pour un gigantesque jubilé (ce festival réunira plusieurs groupes « amis » allemands ou anglo-saxons des Böhse Onkelz, notamment Wonderfools, Sub7even, D-A-D, Motörhead, Machine Head, Pro-Pain, J.B.O, In Extremo ou Children of Bodom), les Onkelz annoncent qu'ils quittent définitivement le devant de la scène,.

### Post-activités (2005–2014)
le 16 février 2007 sort un DVD intitulé Vaya con Tioz. La même année sort une réédition de l'album Onkelz wie wir…. Pour Vaya con Tioz, le groupe est nommé dans la catégorie Musik-DVD-Produktion (national) aux Echo Awards,, . Stephan Weidner et Matthias Röhr ont déjà bien entamés leurs carrières solo respectives. En novembre 2007, le groupe est classé 25e des meilleurs groupes de tous les temps à l'émission Unsere Besten – Musikstars aller Zeiten diffusée sur ZDF. Cependant, l'un des portes-paroles de la chaîne, Alexander Stock, annonce un recomptage des voix et le groupe arrive finalement premier du classement.
En octobre 2010 sur le site web du groupe, Stephan Weidner annonce lors d'interviews avec les magazines Rock Hard et Metal Hammer que la séparation du groupe a été causée par le chanteur Kevin Russell et ses problèmes de drogue. Ils décideront alors de dissoudre le groupe par anticipation plutôt que d'avoir une mauvaise réputation.
Le 26 novembre 2013, Peter Schorowsky et Matthias Röhr lancent une firme à Günzburg appelée E.I.N.S. GmbH. E.I.N.S. GmbH possède son propre site web appelé onkelz.de.

### Retour (depuis 2014)
Le groupe fait son retour les 20 et 21 juin 2014 au Hockenheimring devant 100 000 spectateurs. La presse spécialisée félicite ce retour dynamique du groupe. Marco Götz, rédacteur au magazine Metal Hammer, assistera à « une prestation des Onkelz plus en forme que jamais. » Le groupe remporte d'ailleurs un prix Metal Hammer dans la catégorie de « meilleur groupe allemand ».
En 2015, le groupe joue quatre concerts pendant deux week-ends consécutifs au Hockenheimring devant plus de 350 000 spectateurs. Le 4 septembre 2015 sort le single Wir bleiben, leur premier depuis leur retour. Entre-temps, un nouvel album studio est annoncé pour automne 2016. En juin 2016, le groupe publie le DVD Böhse für’s Leben, qui atteint la première place des classements allemands. Le 28 octobre 2016 sort l'album Memento.

Böhse Onkelz au Hellfest 2019
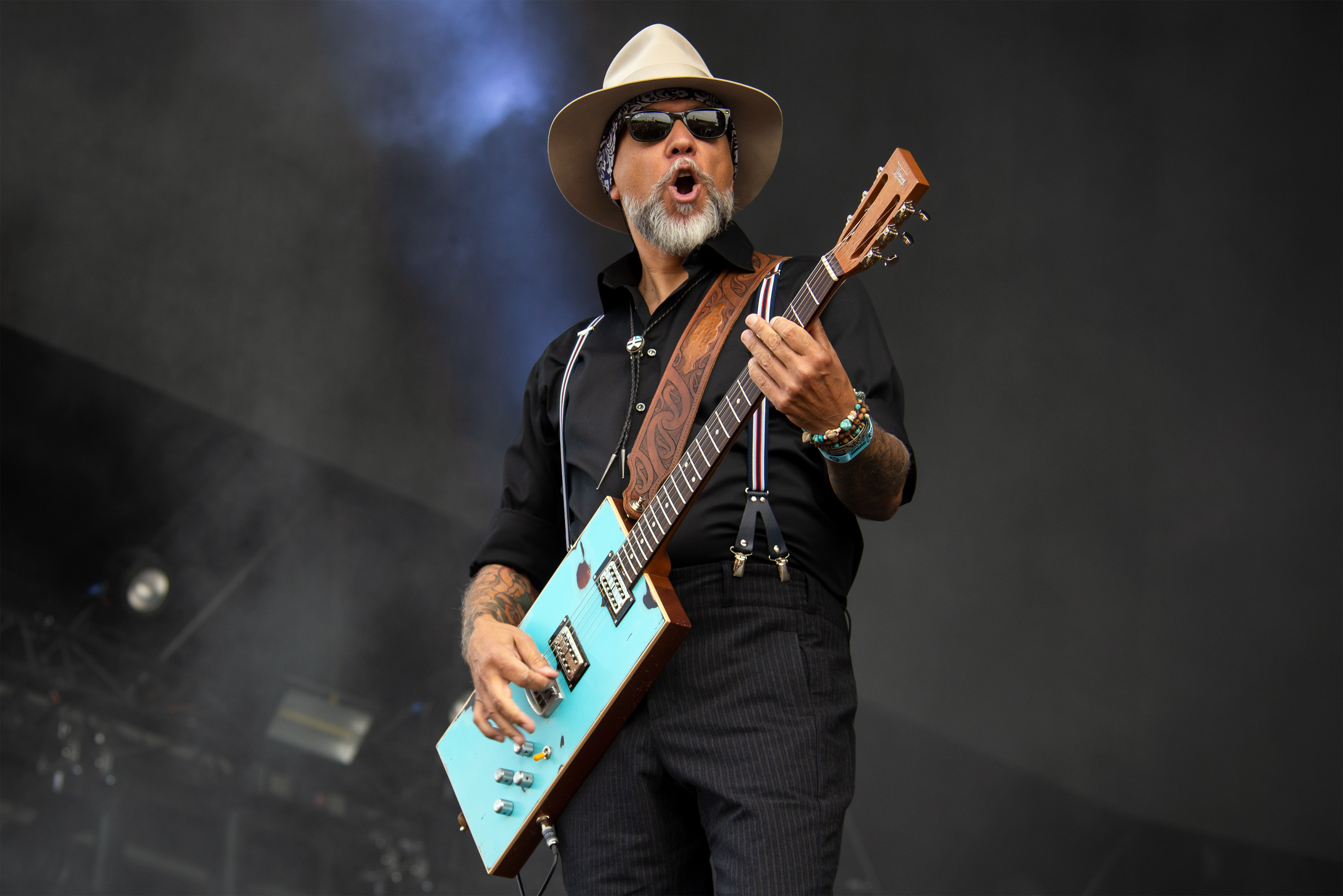
Matthias Röhr
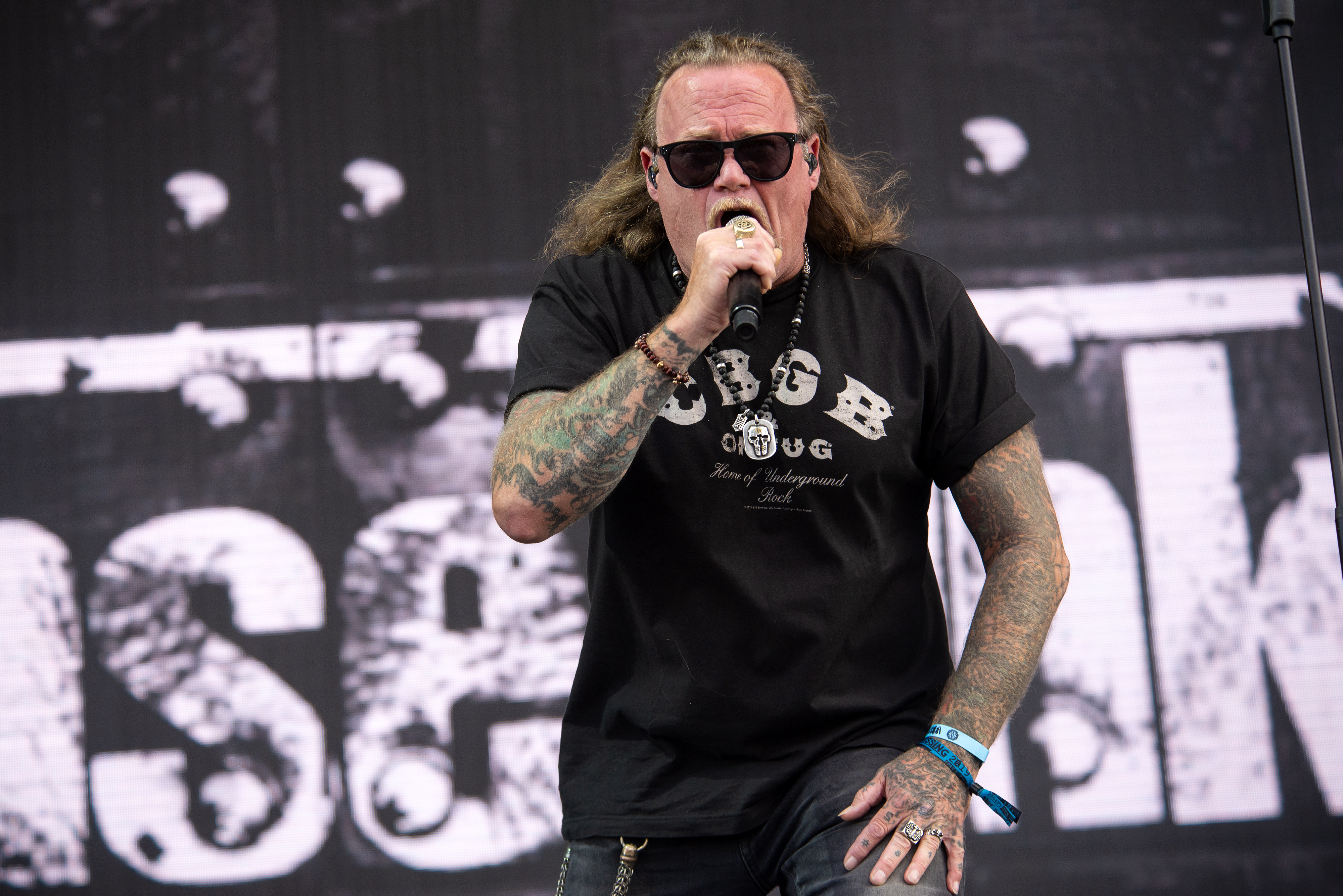
Kevin Russell
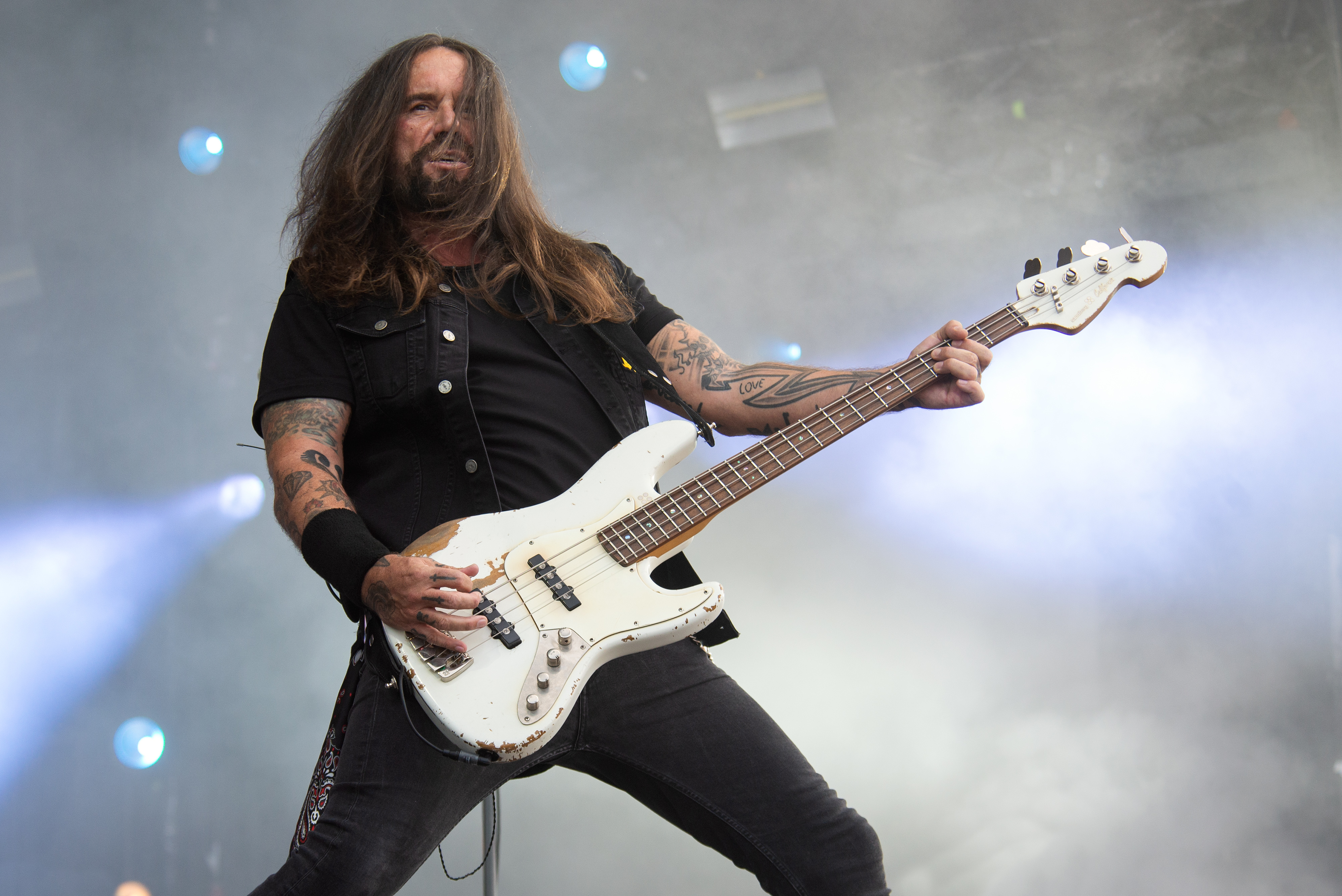
Stephan Weidner
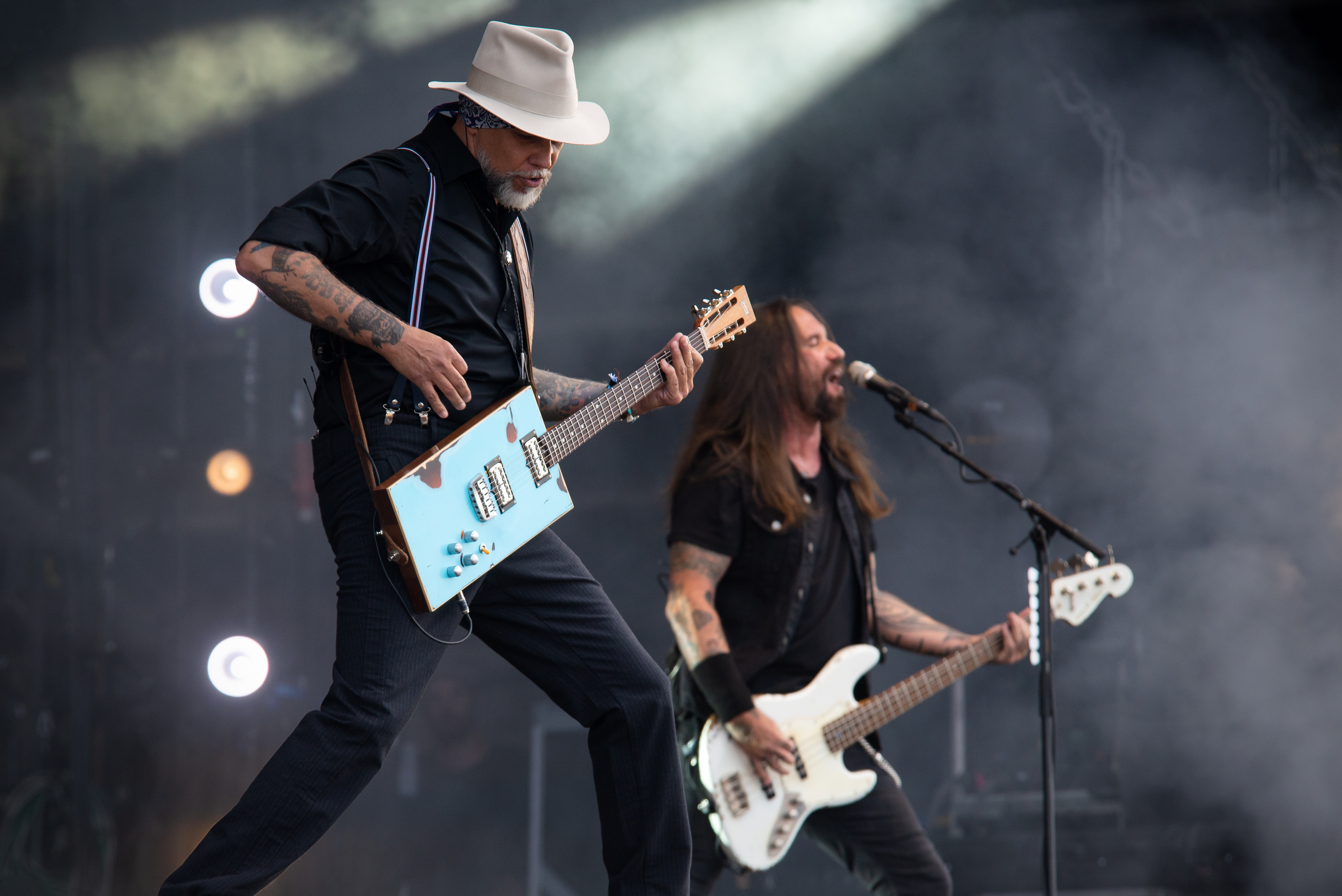
Matthias Röhr & Stephan Weidner

## Critiques
Un journaliste du quotidien allemand Darmstädter Echo déclencha une grosse polémique en Allemagne, en croyant décrypter un message secret dans le titre d'une chanson des Onkelz, sur l'album Heilige Lieder (1992). Le titre, lu à l'envers, donnerait « Arier On » (« aryens en avant »). Cependant le titre exact n'est pas Noreira, mais Noreia (nom d'une déesse nordique).
En réaction à cette affaire et à d'autres tentatives du même genre, le groupe enregistra un morceau sur l'album E.I.N.S (1996), nommé Enie Tfahcstob rüf ediona-RAP, ce qui donne à l'envers « Eine Botschaft für paranoide » (« Un message pour les paranoïaques »). À un moment précis de la chanson, des paroles sont entendues, mais à l'envers. Le message, décrypté et remis à l'endroit, est le suivant : « Félicitations. Ça a dû être un gros travail de remettre cette chanson dans le bon sens. Soit tu es un de ces trous-du-cul paranoïaques, pour lesquels nous avons fait cette chanson, soit tu es juste simplement curieux. Aux premiers, voilà ce que nous disons : Celui qui soupçonne qu'il se trouve, à l'envers sur nos disques, des messages satanistes ou fascistes, doit être complètement stupide et doit en outre souffrir d'un délire de persécution extrême. Pauvre type, tu nous fais vraiment pitié. Enferme-toi à clé, et jette la clé très loin de toi. »

## Discographie

### Albums studio
- 1984 : Der nette Mann (censuré, LP)
- 1985 : Böse Menschen – Böse Lieder
- 1986 : Mexico (mini-album)
- 1987 : Onkelz wie wir
- 1988 : Kneipenterroristen
- 1990 : Es ist soweit
- 1991 : Wir ham’ noch lange nicht genug
- 1992 : Heilige Lieder
- 1993 : Weiß
- 1993 : Schwarz
- 1995 : Hier sind die Onkelz
- 1996 : E.I.N.S.
- 1998 : Viva los Tioz
- 2000 : Ein böses Märchen
- 2002 : Dopamin
- 2004 : Adios
- 2007 : Onkelz wie wir
- 2016 : Memento
- 2020:  Bomber pilot

### Singles et EP
- 1981 : Kill the Hippies – Oi (compilation : deux morceaux)
- 1989 : Lügenmarsch (picture EP)
- 1992 : Ich bin in dir
- 1995 : Finde die Wahrheit
- 1998 : Terpentin
- 1998 : Shape CD (billet d'entrée du Tour 98)
- 2000 : Dunkler Ort
- 2002 : Keine Amnestie für MTV
- 2004 : Onkelz vs. Jesus

### Albums live
- 1992 : Live in Vienna 1991 (double-LP/-CD/VHS)
- 1997 : Live in Dortmund 1996 (double-CD/VHS)
- 2000 : Böhse Onkelz Tour 2000 (double-DVD et CD/VHS)
- 2001 : 20 Jahre – Live in Frankfurt (double-DVD et double-CD)
- 2005 : Live in Hamburg (double-CD)
- 2005 : La Ultima Tour 2004/Live in Berlin 2004 (double-DVD)
- 2007 : Vaya con Tioz, Abschiedskonzert , juin 2005 (coffret 4 DVD collector)